# Loschmidt-Konstante
Die Loschmidt-Konstante {\displaystyle n_{0}} (manchmal auch mit {\displaystyle N_{\mathrm {L} }} bezeichnet) ist eine nach Josef Loschmidt benannte physikalische Konstante, die die Anzahl {\displaystyle N} der Moleküle pro Volumen {\displaystyle V_{0}} eines idealen Gases unter Normbedingungen angibt.
{\displaystyle n_{0}={\frac {N}{V_{0}}}}

## Zusammenhang mit anderen Größen und Wert
Die Loschmidt-Konstante ist mit der Boltzmann-Konstante kB verknüpft:
{\displaystyle n_{0}={\frac {p_{0}}{k_{\mathrm {B} }\cdot T_{0}}}\;},
wobei p0 = 101 325 Pa der Normdruck und T0 = 273,15 K die Normtemperatur sind.
Die Temperatureinheit Kelvin ist dadurch definiert, dass der Boltzmann-Konstante ein fester Wert zugeschrieben wird. Dadurch hat auch die Loschmidt-Konstante exakten Wert:
{\displaystyle {\begin{aligned}n_{0}&={\frac {101\,325\;\mathrm {Pa} }{1{,}380\,649\cdot 10^{-23}\;\mathrm {J/K} \cdot 273{,}15\;\mathrm {K} }}&={\frac {1{,}01325}{1{,}380649\cdot 2{,}7315}}\cdot 10^{26}\mathrm {\frac {Pa}{J}} \\&={\frac {1{,}01325}{1{,}380649\cdot 2{,}7315}}\cdot 10^{26}\mathrm {\frac {N/m^{2}}{N\cdot m}} &=2{,}686\,780\,111\,\ldots \cdot 10^{25}\;\mathrm {m} ^{-3}\end{aligned}}}.
Vor der Revision des Internationalen Einheitensystems 2019 musste die Loschmidt-Konstante experimentell bestimmt werden und war mit einem Messfehler behaftet.
Die Loschmidt-Konstante hängt mit der Avogadro-Konstante NA über das molare Volumen eines idealen Gases unter Normalbedingungen, Vm0, über
{\displaystyle n_{0}={\frac {N_{\mathrm {A} }}{V_{\mathrm {m} 0}}}}
zusammen. Der Zusammenhang kann auch über die universelle Gaskonstante R ausgedrückt werden:
{\displaystyle n_{0}=N_{\mathrm {A} }\cdot {\frac {p_{0}}{R\cdot T_{0}}}}.

## Historisches und Bezeichnung der Konstante

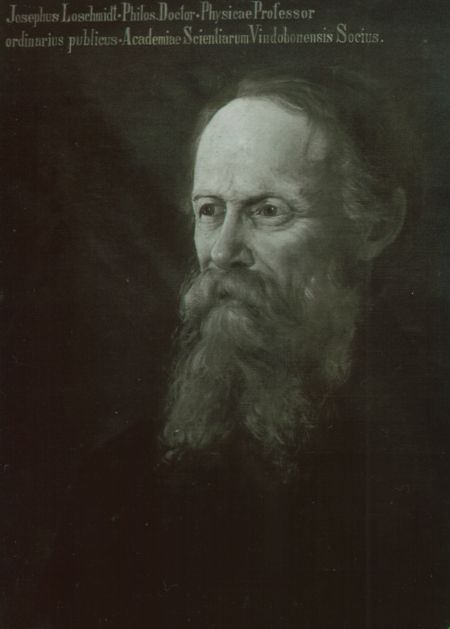
Josef Loschmidt

Der italienische Physiker Amedeo Avogadro postulierte 1811, dass gleiche Volumina verschiedener idealer Gase die gleiche Zahl Moleküle enthalten (Avogadrosches Gesetz).
Erstmals gelang es 1865 (nach Avogadros Tod) dem österreichischen Physiker und Chemiker Josef Loschmidt, diese Zahl an Molekülen größenordnungsmäßig zu bestimmen (siehe „Zur Größe der Luftmoleküle“). Loschmidts Schüler und späterer Freund Ludwig Boltzmann benannte die von Loschmidts Ergebnissen abgeleitete Teilchenzahl der Moleküle eines idealen Gases bei Normaldruck und Normaltemperatur pro Volumen als Loschmidt-Konstante {\displaystyle n_{0}}. Die Loschmidt-Konstante multipliziert mit der CGS-Einheit Kubikzentimeter (cm3) wird als Loschmidt’sche Zahl (im Gauß’schen CGS-System) {\displaystyle \left\{n_{0}\right\}_{\mathrm {CGS} }} bezeichnet:
{\displaystyle n_{0}=\left\{n_{0}\right\}_{\mathrm {CGS} }\,{\frac {1}{\mathrm {cm} ^{3}}}}
1909 (nachdem sowohl Loschmidt als auch Avogadro bereits verstorben waren) schlug der französische Chemiker Jean-Baptiste Perrin die Angabe der Größe nicht als Teilchenzahl pro Volumen, sondern als Teilchenzahl pro Mol unter dem Namen Avogadro-Zahl vor. Die Avogadro-Zahl (im Internationalen Einheitensystem (SI)) {\displaystyle \left\{N_{\mathrm {A} }\right\}_{\mathrm {SI} }} gibt demnach an, aus wie vielen Teilchen eine Stoffmenge von 1 mol besteht. Im deutschsprachigen Raum wurde der Name Loschmidt’sche Zahl oder Loschmidt-Zahl und das Formelzeichen L weiter verwendet, jedoch nun mit einer anderen Bedeutung, nämlich als Synonym für Avogadro-Zahl bzw. Avogadro-Konstante.
Die Avogadro-Zahl im SI {\displaystyle \left\{N_{\mathrm {A} }\right\}_{\mathrm {SI} }} multipliziert mit der SI-Einheit mol−1 ist die (physikalische Größe der) Avogadro-Konstante {\displaystyle N_{\mathrm {A} }}:
{\displaystyle N_{\mathrm {A} }=\left\{N_{\mathrm {A} }\right\}_{\mathrm {SI} }{\frac {1}{\mathrm {mol} }}}
Die Avogadro-Konstante (nicht die Loschmidt-Konstante) wird verwendet, um molekulare auf molare Größen umzuformen. In den CODATA-Empfehlungen für physikalische Konstanten ist die Loschmidt-Konstante seit der CODATA-1986-Publikation enthalten.

## Loschmidts Arbeit „Zur Größe der Luftmoleküle“
Die Arbeit, in der Loschmidt 1865 die später nach ihm benannte Loschmidt’sche Zahl ermittelte, wurde 1866 als Artikel „Zur Grösse der Luftmoleküle“  veröffentlicht. Sie baute auf der kinetischen Gastheorie und diesbezüglichen Ergebnisse von Clausius, Maxwell und Oskar Emil Meyer auf. Loschmidt definierte dort zwar die Anzahl der in der Volumeinheit enthaltenen Luftmoleküle, einen Zahlenwert hierfür gab er jedoch nicht an. Ziel seiner Arbeit war eine vorläufige Annäherung der Größe des Durchmessers der Luftmoleküle unter Normalbedingungen, hier Loschmidt’scher Moleküldurchmesser s0 eines idealen Gases genannt. s0 wurde aus einem sog. „Kondensationskoeffizienten“ und aus dem damals bekannten Wert der mittleren freien Weglänge λ für Luft bei 0 °C errechnet. Die Loschmidt-Konstante n0 kann daraus – wieder über die mittlere freie Weglänge – nach
{\displaystyle n_{0}={\frac {3}{4\,\pi \,\lambda \,s_{0}^{2}}}}
berechnet werden. Leitet man aus dem heute empfohlenen Wert der Loschmidt-Konstante bzw. der Avogadro-Konstante den Loschmidt’schen Moleküldurchmesser ab, so beträgt s0 = 0,361 nm. Loschmidts Ergebnis aus dem Jahr 1865 betrug s0 = 0,970 nm, also das 2,7fache des tatsächlichen Wertes. Er machte allerdings auch eine Angabe zur statistischen Unsicherheit seines Ergebnisses. Originalzitat: „Dieser Werth ist freilich nur als ungefähre Annäherung zu nehmen, er ist aber sicher nicht um das zehnfache zu gross oder zu klein“. Das war zutreffend.
Für die mittlere freie Weglänge standen Loschmidt zwei unterschiedliche Werte zur Verfügung: der von Maxwell ermittelte Wert von λ = 62 nm und ein neuerer, viel größerer und – wie sich später herausgestellt hatte – ungenauerer, von Oskar Emil Meyer publizierter Wert von λ = 140 nm. Heute gilt für die mittlere freie Weglänge eines idealen Gases unter Normalbedingungen λ = 68 nm. Hätte Loschmidt damals Maxwells statt Meyers Wert der mittleren freien Weglänge für seine Berechnung herangezogen, so wäre s0 = 0,429 nm herausgekommen. Dieses alternative Ergebnis weist eine verblüffend geringe Ungenauigkeit von nur dem 1,28fachen des tatsächlichen Wertes auf.